# 斯帕斯 (卡盧什區)
48°53′34″N 24°3′38″E / 48.89278°N 24.06056°E
斯帕斯（羅馬化：Spas）是烏克蘭的村落，位於該國西部伊萬諾-弗蘭科夫斯克州，由卡盧什區負責管轄，始建於1710年，面積17.3平方公里，2001年人口1,820，人口密度每平方公里105.5人。